# Sulaym ibn Qays
Sulaym ibn Qays al-Hilali al-Amiri (arabiska: سُلَيْم ٱبْن قَيْس ٱلْهِلَالِيّ ٱلْعَامِرِيّ), född ca år 2 AH, död 70/76/90 AH, var från Kufa och en av tabi'un och en följeslagare till den fjärde kalifen och förste shiaimamen Ali ibn Abi Talib. Sulaym var också en lojal följeslagare till Alis söner Hasan och Husayn, den sistnämndes son Ali Zayn al-Abidin och Muhammad al-Baqir. Han har författat den välkända boken Kitab Sulaym ibn Qays (Sulaym ibn Qays bok).